# Istmo de Corinto
El istmo de Corinto es una franja de tierra que une la península del Peloponeso con la Hélade, la parte de la Grecia continental. Está bañado por el mar Jónico y el mar Egeo. En su punto más estrecho, el istmo mide 6 km de ancho. Desde finales del siglo XIX está atravesado por el canal de Corinto, proyecto cuyos primeros planos se remontan a la Antigüedad.
Según la mitología griega, fue disputado por Helios y Poseidón. Egeón, una divinidad marina del mar Egeo, fue llamado para arbitrar el conflicto. Dio la razón a Poseidón.

## Eventos históricos
Históricamente, el istmo fue habitado desde el Neolítico y la Edad del Bronce. Fue fortificado enseguida por los corintios hacia el siglo XI a. C., para protegerse de las invasiones. Una nueva línea de murallas fue realizada hacia el 480 a. C. por los peloponesios, para frenar un ataque persa, que no se concretó. Una tercera línea fue levantada en el siglo III a. C., contra los galos.
Allí se celebraban los Juegos Ístmicos desde el año 582 a. C., uno de los cuatro Juegos Panhelénicos. 
Fue también en el Istmo donde diversos reyes de Macedonia fueron proclamados como estrategos supremos de los griegos en su lucha contra los imperio aqueménida: en 337 a. C. lo fue Filipo II; en 335 a. C. lo fue Alejandro  y en 302 a. C. Demetrio Poliorcetes.
En 196 -195 a. C. durante los juegos, Tito Quincio Flaminino, el vencedor de la batalla de Cinoscéfalos, en 197 a. C., proclamó la libertad e independencia de Grecia, que hasta ese momento había estado bajo control de Filipo V de Macedonia.
Pasajera fue la libertad y exención de impuestos que prometió Nerón durante los Juegos Ístmicos en 67. Nerón también fue quien dio la primera azadada que iniciaría los trabajos de excavación del canal de Corinto: 

Al son de la trompeta empezó a picar, llenó un capazo de tierra y lo subió él mismo sobre los hombros.
Suetonio, Vidas de los doce césares VI,19,2.

Bajo Adriano, el mecenas Herodes Ático llevó a cabo obras de embellecimiento en el Istmo.
Bajo Justiniano, aquellos magníficos edificios fueron derribados, si no los habían destruido ya los terremotos y los pillajes, y se construyó una gran muralla, cuyos restos aún son visibles cercando el Istmo.
En 1303, los caballeros francos lucharon en el último torneo que ya jamás había de contemplar el Istmo.